# Šípková Růženka (balet)
Šípková Růženka, nebo také Spící krasavice (rusky Спящая красавица, francouzsky La Belle au bois dormant, anglicky The sleeping beauty) je balet ruského hudebního skladatele Petra Iljiče Čajkovského, podle stejnojmenné pohádky Charlese Perraulta. Sestává z prologu, tří dějství a apoteózy.
Jde o druhý ze tří baletů skladatele (po Labutím jezeře a před Louskáčkem). V oficiálním soupisu skladatelova díla jde o opus 66. Čajkovskij ho dokončil roku 1889, v roce 1890 se konala premiéra v Mariinském divadle v Petrohradě. Scénář vytvořil jeho ředitel Ivan Alexandrovič Vsevoložskij, a to na motivy světoznámé pohádky, ze sbírky bratrů Grimmů, kteří ji načerpali z díla Charlese Perraulta. Vsevoložskij ovšem zapracoval do děje další pohádkové postavy z Perraultova díla - Kocoura v botách, Červenou karkulku či Popelku. Choreografem baletu byl Francouz Marius Petipa. Čajkovskij, který zemřel v roce 1893, se již nedožil obrovského úspěchu baletu na evropských scénách, zvláště poté, co byl v roce 1921 inscenován v Londýnské Alhambře Sergejem Ďagilevem. V současnosti jde o jedno z nejuznávanějších skladatelových děl. Šípková Růženka (Spící krasavice) je Čajkovského nejdelším baletem, v plné délce trvá téměř čtyři hodiny i s přestávkami, je proto téměř vždy inscenován ve zkrácené verzi.

## Historie vzniku
Před Čajkovským se stejnému tématu věnoval francouzský skladatel Ferdinand Hérold, který na libreto Eugena Scriba zkomponoval stejnojmenný balet (doslova: Kráska ve spícím lese - „La Belle au bois dormant"). Tento balet se poprvé odehrál na scéně pařížské opery 27. dubna 1829 v nastudování choreografa Jean-Pierre Omera za účasti Marie Taglioni, Lise Noblet a dalších.
Nová verze Čajkovského a Petipy byla uznána jako vynikající a balet zaujal své místo mezi světovými mistrovskými díly baletního umění. Premiéra se konala 3. ledna 1890 v Mariinském divadle a měla výrazný úspěch. Myšlenka ztělesnit tuto úžasnou pohádku na jevišti se zrodila v hlavě ředitele carských divadel Ivana Alexandroviče Vsevolžského, který se kromě své vysoké služby zabýval také literaturou, psal scénáře a byl známý jako divadelník. Právě Vsevolžskij spolu se slavným choreografem Mariusem Petipou se chopili psaní libreta k inscenaci. Základem scén a celkového ducha baletu byla velkolepost dvora za vlády Ludvíka XIV. Majestátní hudba musela s pohádkou korespondovat a objevovat ji z nové stránky. Ředitel divadel byl baletem Spící krasavice natolik prodchnutý, že dokonce vlastnoručně vytvářel náčrty kostýmů.
Petr Iljič Čajkovskij byl požádán, aby napsal hudební doprovod k představení. Vsevolžskij a Petipa poskytli skladateli mimořádně přesný plán baletu, propočítaný doslova na míru a od komponisty se vyžadovala velmi precizní a časově náročná práce. Ten také vytvořil unikátní dílo, které se stalo průlomem na poli baletní hudby té doby. Spící krasavice se stala na mnoho let jakýmsi standardem, poprvé byla vytvořena hudba pro balet nejvyšší kategorie umění.
Choreografie inscenace nezaostávala za hudebním tématem - M. Petipa ztělesnil dokonalost pohybů v každém aktu, díky čemuž byl tanec neuvěřitelně logický a promyšlený do nejmenších detailů. Právě díky jeho úsilí se Spící krasavice proměnila v učebnici klasického baletu, která zahrnuje všechny jeho nejvytříbenější a nejněžnější prvky.
Spící krasavice se stala nejen nejkrásnější, ale také nejdražší inscenací Mariinského divadla a dodnes zůstává uznávaným mistrovským dílem baletního umění.

## Osoby
Hlavní postavy:
- Princezna Aurora

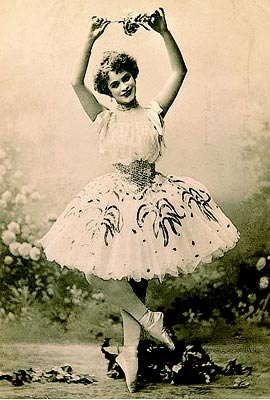
Любовь Рославлева jako Aurora (s vřetenem v rukou), Petrohrad, 1899

- Princ Désiré (v pozdějších anglických verzích někdy: Florimond)[2]
- Šeříková víla (víla moudrosti)
- Zlá víla Carabosse (původně en travesti tančená mužem, ale dnes také často ženou)
- Král Florestan XIV.
- Královna
- Catalabutte, ceremoniář
- Chůva

Vedlejší postavy:
- V prologu: pět víl (Candide/víla křišťálového prame: krása. Fleur de Farine/víla kouzelné zahrady: chytrost. Miettes/víla lesní mýtiny: milost. Canari/víla zpěvných ptáků: výmluvnost. Violante/ víla zlatého vína: síla) a jejich společníci; společník Carabosse
- V prvním dějství: čtyři princové (Východ, Sever, Jih, Západ), Aurořini přátelé
- Ve třetím dějství: pohádkové postavy: 4 klenotové víly (zlato, stříbro, safír, diamant); modrý pták a princezna Florine; Kocour v botách a bílá kočka; Červená karkulka a vlk; Popelka a princ Fortuné; Tom Thumb (Paleček)[3] a jeho bratři a lidožrout atd. (v závislosti na produkci bývají některé postavy vynechány (např. u Nurejeva) nebo změněny (například  u Marcii Haydée)

Baletní soubor: dvorní dámy a pánové, pážata a dívky, zahradnice a zahradníci, myslivci, lesní duchové, festivaloví hosté.

## Děj
Děj se poněkud liší od verze bratří Grimmů známé v Německu, z velké části vychází (kromě konce) z pohádky Charlese Perraulta La Belle au bois dormant („Kráska ve spícím lese") z roku 1696 ( k pohádce a jejím verzím viz také článek Šípková Růženka). V souladu s tím byly v originále výzdoba a kostýmy ve stylu Ludvíka XIV. (ve 2. a 3. dějství), kostýmy z prologu a 1. dějství pak byly ve stylu 16. století. Níže uvedený obsah děje navazuje na původní libreto ve volném vyprávění. Obsahové odchylky, které se objevují v některých moderních inscenacích (např. Marcia Haydee), se zde neuvádí.

### Prolog
Křest Aurory

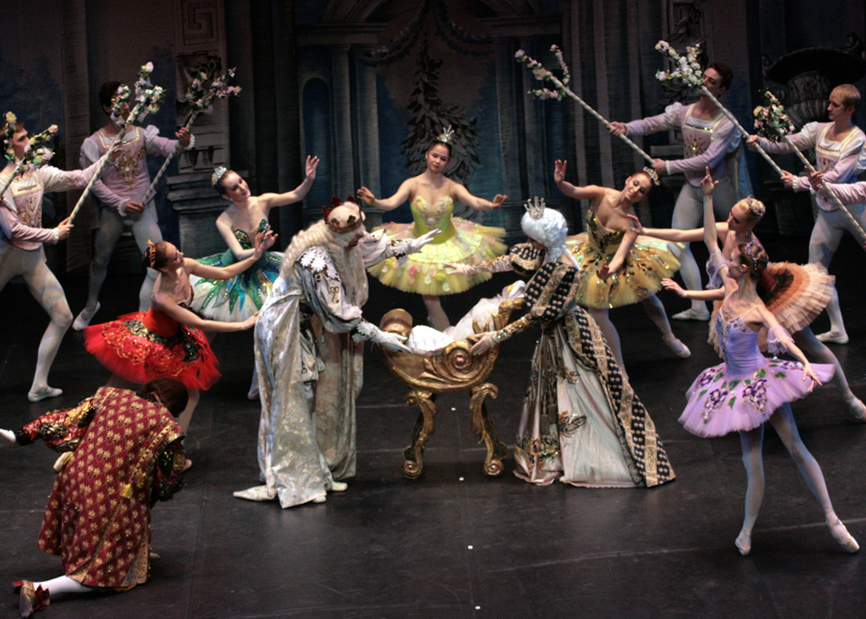
Víly u kolébky Aurory (Prolog), Národní balet Kyjevské opery, 2011

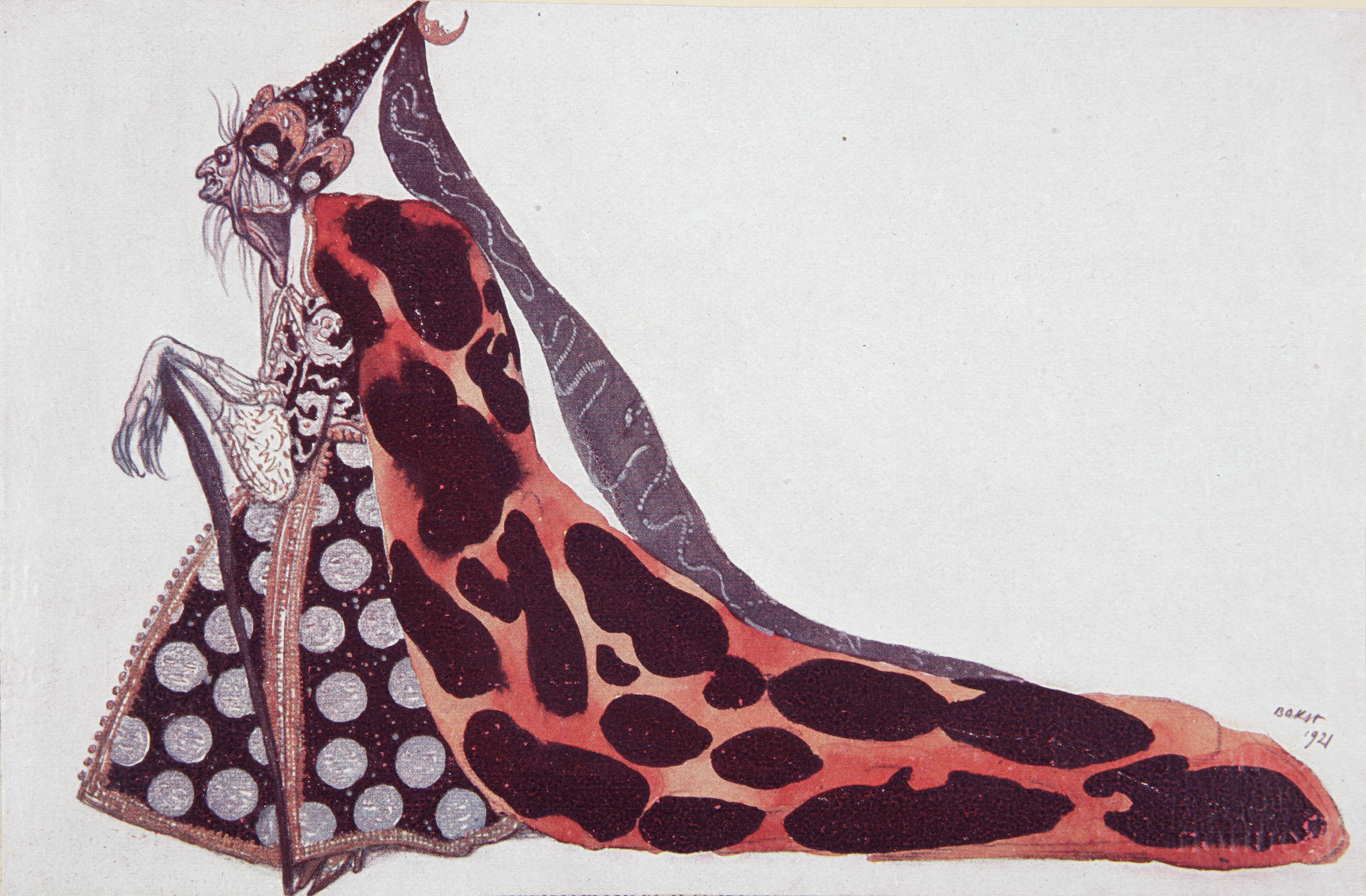
Zlá víla Carabosse (inscenace Šípkové Růženky z roku 1921 v Londýně).

Královský pár musel mnoho let čekat, než se splnilo jeho největší přání: narození dítěte. Na křest malé Aurory bylo kromě dvorské společnosti pozváno i šest víl. Přinesly princezně dárky a přání všeho dobrého. K překvapení všech se však nebe náhle zatáhne a přijde bouřka. Objeví se zlá víla Carabosse s děsivým doprovodem. Rozzlobená, že nedostala pozvánku, prokleje dítě: když Aurora bude slavit své 16. narozeniny, píchne se o vřeteno a smrtelně se zraní. Rodiče i celá slavnostní společnost jsou zděšeni. Šeříková víla, která byla považována za talisman pro štěstí, nemohla kletbu zrušit, ale jenom ji poněkud zmírnit: Aurora proto nezemře, ale pouze upadne do stoletého spánku. Když ji pak nějaký princ z pravé lásky políbí, její duch ji opět probudí k životu.

### První jednání
Narozeniny Aurory

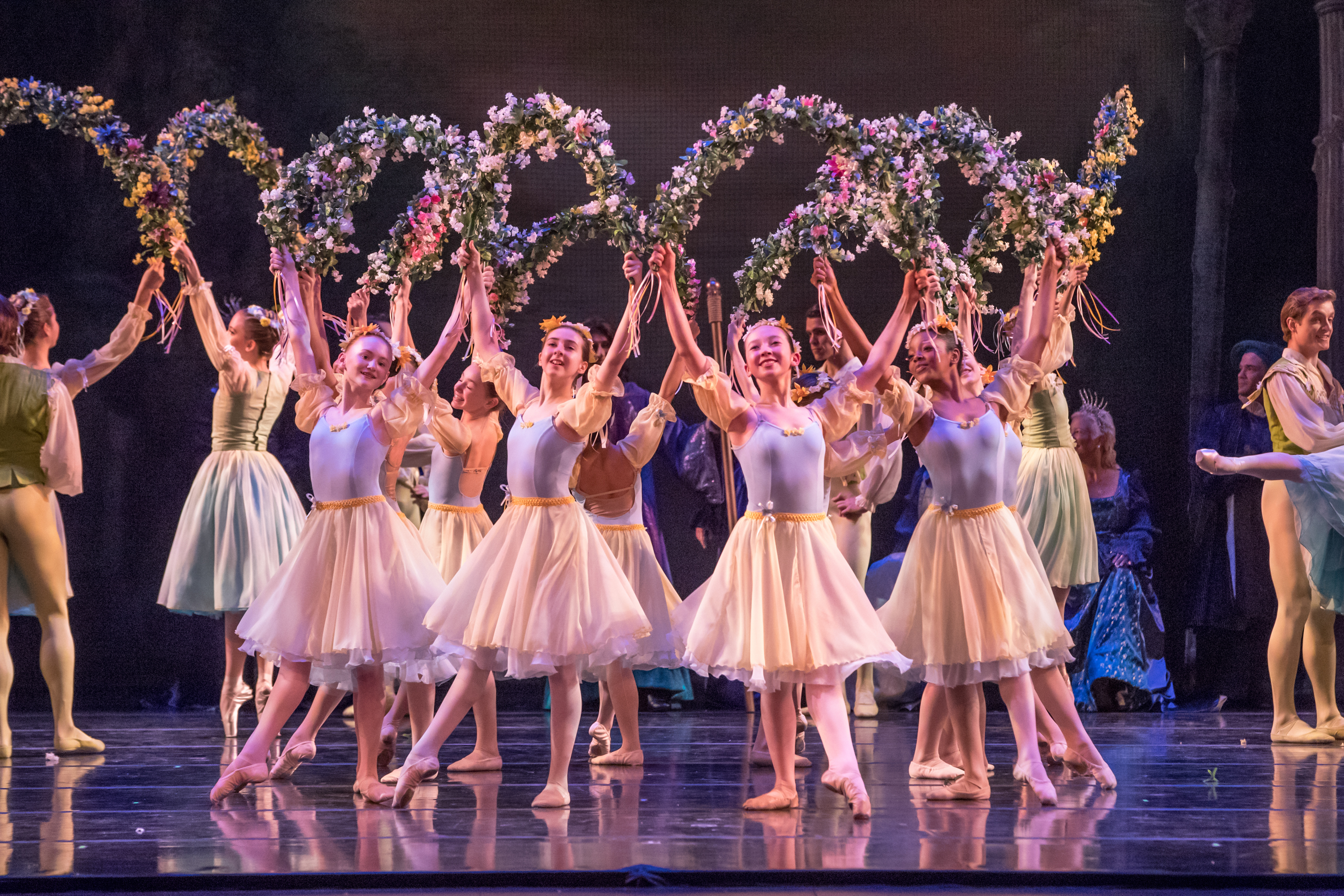
Fotografie scény při valčíku prvního jednání (Kansas City Ballet, 2017)

Během příprav na oslavu 16. narozenin Aurory objeví hlavní ceremoniář Catalabutte některé ženy, které pletou, i když král zakázal používat všechna vřetena a jehlice. Když se však král objeví, pletařky omilostní.
Objevuje se šťastná princezna a začíná slavnostní a ceremoniální akt, při kterém musí Aurora tančit se čtyřmi mladými princi, kteří se o ni ucházejí a darují jí růže (Adagio à la rose). Uprostřed tance Aurora zahlédne starou ženu v pytlovitém plášti (ve skutečnosti je to však Carabosse v přestrojení), která jí dává neobvyklý dárek: vřeteno. Aurora, potěšená tímto vzácným předmětem, který v životě neviděla, s ním začne vesele tančit. Znepokojení rodiče si na kletbu vzpomenou a pokusí se jí vřeteno vzít, ale už se to stalo: Aurora se zraní, začne vrávorat a padá na zem, zřejmě mrtvá. Nyní Carabosse odhalí svou skutečnou tvář a má radost z toho, jak se její kletba naplnila. V tu chvíli se však objeví hodná šeříková víla, která se prokletí postaví a postará se o to, aby Aurora a všichni na zámku jen usnuli.

### Druhé jednání
Lovecká scéna, vize prince Désiré a probuzení Aurory

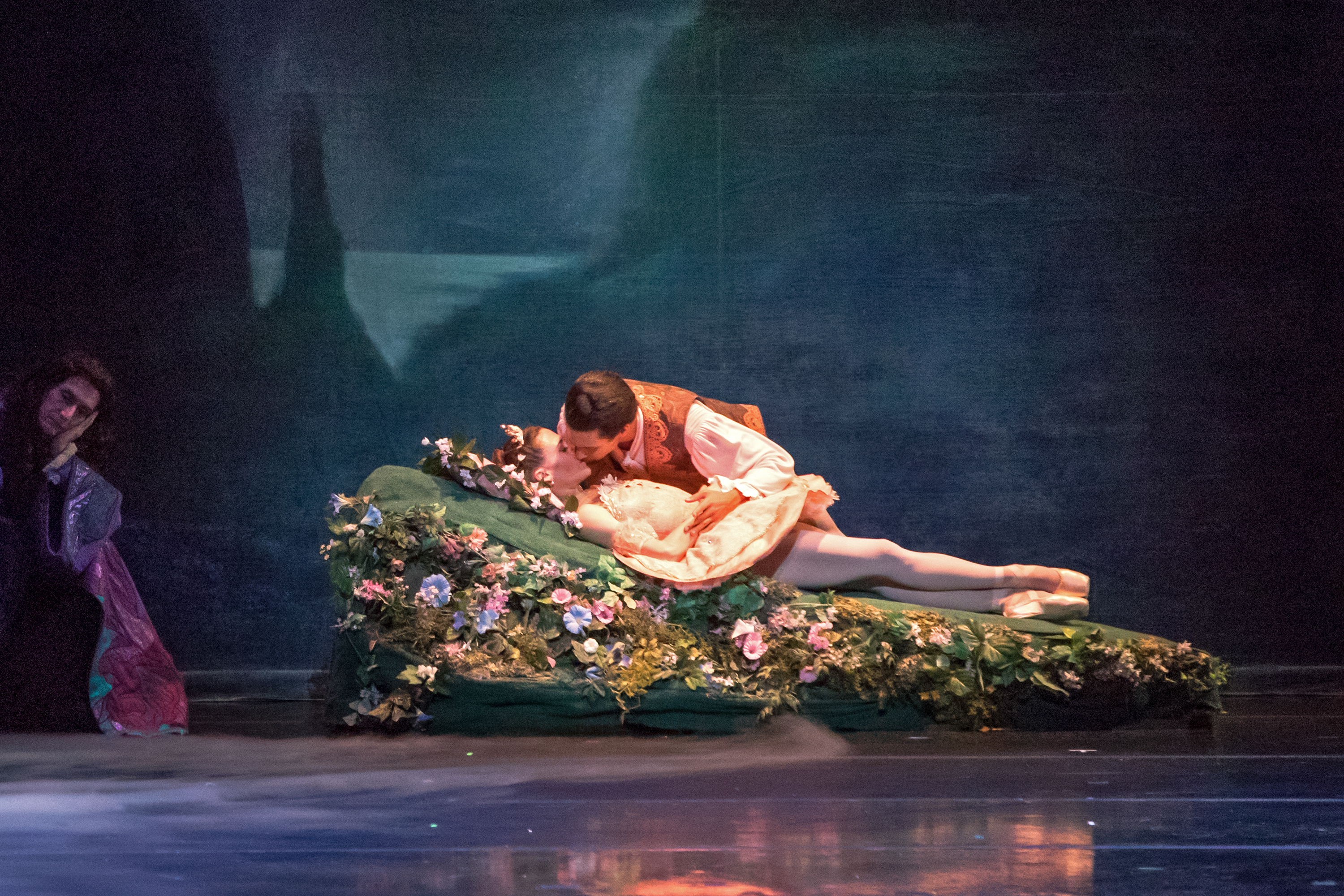
Aurora se probouzí polibkem, finale druhého jednání (Tempe Ostergren a Lamin Pereira dos Santos, Kansas City Ballet (KSB), 2017)

Uplynulo sto let. Nedaleko začarovaného zámku je knížecí lovecká družina vedená princem Désiré. Tráví čas hrou na slepou bábu (Colin-maillard) a tancem. Melancholický princ Désiré chce ale být sám a ostatní posílá pryč. Objeví se šeříková víla a ve snu mu ukáže spící Auroru  Mladý muž se do krásné dívky zamiluje a chce si ji vzít. Šeříková víla ho požádá, aby ji tedy následoval. Při jejich společné cestě začarovaným lesem zní nádherná a tajemná hudba a občas tiše zazní motivy víly Carabosse a také motivy šeříkové víly (Panorama & Entracte).
Nakonec dojdou k zámku a k Auroře, která spí uprostřed jejího spícího dvora. Désiré opatrně přistoupí k posteli a v tu samou chvíli, kdy Auroru na rty něžně políbí, se nejen ona, ale celá dvorská společnost znovu probouzí k životu. Jednání končí nejvyšší možnou radostí.

### Třetí jednání
Svatba Aurory

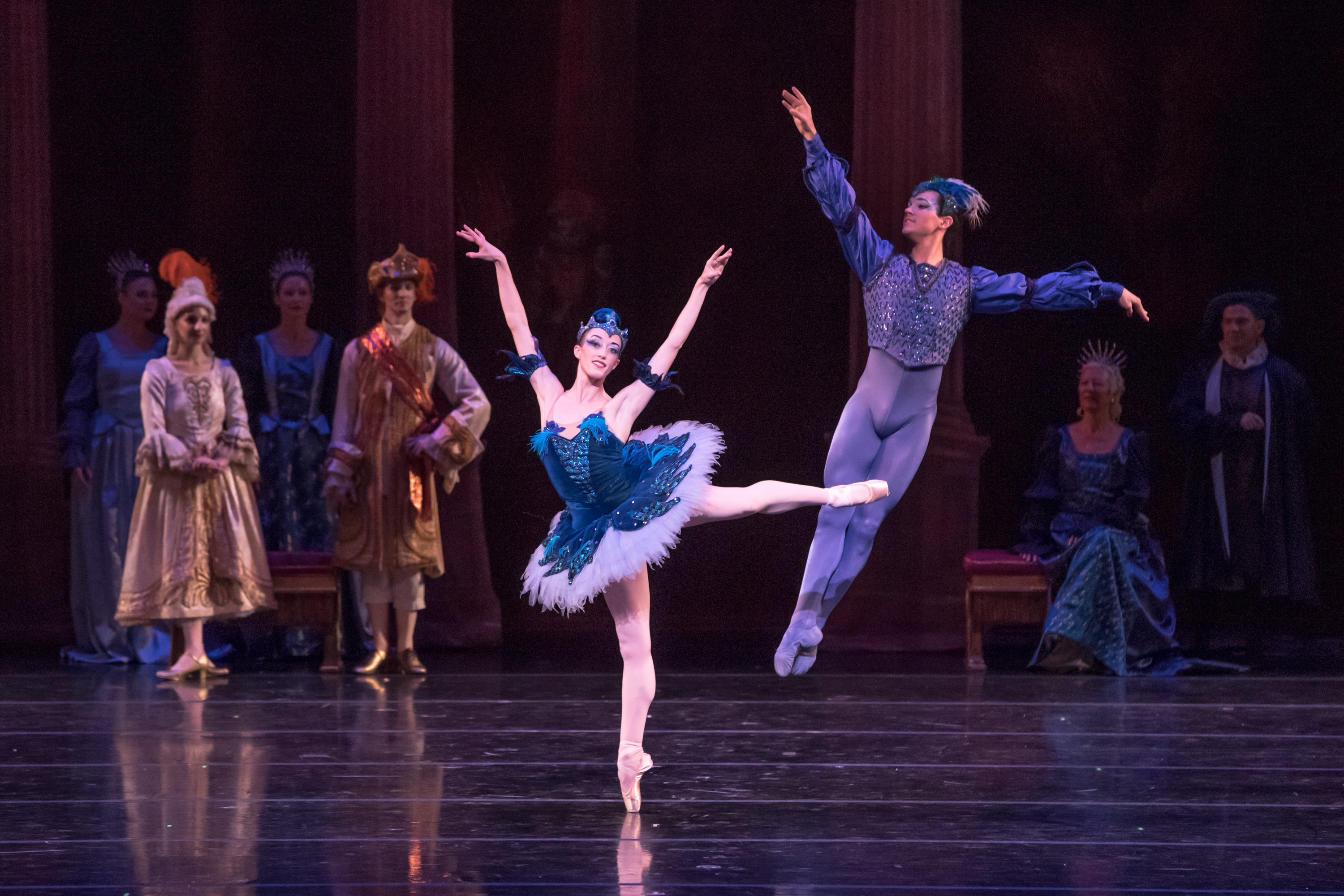
Pas de deux modrého ptáčka (Taryn Mejia a Dillon Malinski, Kansas City Ballet, 2017).

Král a královna organizují slavnost, na kterou jsou pozvány víly a mnoho dalších pohádkových postav. Pro hosty tančí: Kocour v botách a bílá kočka, Modrý ptáček a princezna Florine, Červená Karkulka a vlk, Popelka a princ, Paleček a jeho bratři s obrem a jeho ženou, vévoda Modrovous a jeho princezna, Kráska a zvíře a ještě další.
Když se svatební hostina blíží ke svému vrcholu, novomanželé tančí grand pas de deux. Šeříková víla pak svému chráněnci a ženichovi dává požehnání. Zazní velebná a dojemná melodie: stará královská hymna Vive Henri Quatre.
(Osud víly Carabosse je většinou ponechán otevřený. V rekonstrukci podle Ratmanského je mezi pozvanými hosty. Ve verzi Marcie Haydee sleduje dění z povzdálí a zlobí se).

## Hudební struktura
Části označené * Petipa před premiérou škrtl; variace zlaté víly (3. dějství) byla použita ve 2. dějství jako variace Aurory. V moderní produkci bývají některé z nich na jiném místě znovu použity.
| Introdukce Prolog 1. Pochody 2. Scèna s tanci 3. Pas de Six (šest víl) 4. Finale 1. Akt 5. Scéna 6. Valčíky 7. Scéna 8. Pas d’Action: Adagio à la rose, tance, variace princezny Aurory, coda 9. Finale 2. Akt 10. Mezihra a scéna 11. Colin-maillard (hra na slepou bábu) | 12. Scéna: Tance vévodkyň, baronek*, hraběnek* a markýz* 13. Farandola (historický provensálský lidový tanec) 14. Scéna 15. Pas d’action: scéna princezny Aurory a prince Dezire, variace princezny Aurory*, coda 16. Scéna 17. Panorama 18. Mezihra (solo na violu Leopolda Auera) 19.Symfonická mezihra (le Sommeil – spánek) a scéna 20. Finale 3. Akt 21. Pochody 22. Polonéza | 23. Pas de quatre (antré, zlatá víla, stříbrná víla, safírová víla*, briliantová víla a cоdа) 24. Pas de caractère (Kocour v botách a bílá kočka) 25. Pas de deux (Modrý ptáček a princezna) 26. Pas de caractère (Červená Karkulka a vlk; Popelka a princ) 27. Pas berrichon (Paleček, jeho bratři a obr) 28. Pas de deux (Aurora a princ Désiré) 29. Sarabanda 30. Finale a apoteóza |

## Hudba a instrumentace
Skladatel pracoval na baletu včetně instrumentace zhruba od listopadu 1888 do srpna 1889.
Šípková Růženka je považována za jedno z nejvýznamnějších Čajkovského děl. Partitura je poměrně složitá, hudba má symfonický design, motivy jsou pečlivě  propracované, s bohatou harmonií. Použil také řadu leitmotivů, které se na různých místech znovu objevují, zejména odporně bizarní motiv zlé víly Carabosse a líbivý motiv šeříkové víly, které se oba objevují už v introdukci (úvodu).
Nápadnou součástí instrumentace je ve třetím dějství nezvykle i klavír. Důležitou roli hrají dřevěné dechové nástroje často hrané sólově. Také použití plných žesťů, zejména trombonů, způsobovalo v partituře tehdy obvyklé baletní hudby (zejména od Pugniho, Minkuse, Delibese, Driga) obtíže a také jí dávalo typicky ruský rys. Zvláštní na orchestraci jsou však nezvyklé kombinace nástrojů, jak sám Čajkovskij napsal 13. srpna 1889 své přítelkyni Naděždě von Meck (Мекк, Надежда Филаретовна фон). Tato instrumentální propracovanost dává partituře impresionistický charakter.
Rozsáhlá partitura byla pro premiéru zkrácena. Petipa vyškrtl tance baronek, hraběnek a markýz ve druhém dějství a entr'acte komponované pro houslového virtuosa Leopolda Auera. Původní hudba k variaci Aurory ve scéně Visions (druhé dějství) byla odstraněna a vyměněna s variací zlaté víly ze třetího dějství. Ve 3. dějství Petipa vyškrl variaci safírové víly v 5/8 taktu. Obě pas de deux Modrého ptáka i svatebního páru a také apoteóza byly zkráceny.
Některé tyto škrty a krácení pozdější choreografové ve 20. století znovu použili.

## Premiéra

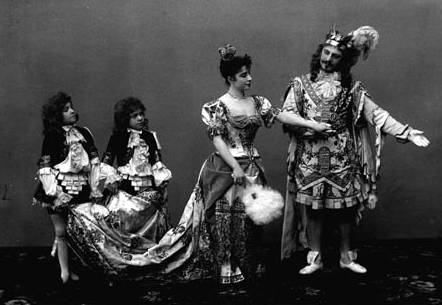
Obsazení při světové premiéře, dějství 3, Carlotta Brianza (3. zleva) jako Aurora a Pawel Gerdt (vpravo) jako princ Désiré, Petrohrad 1890

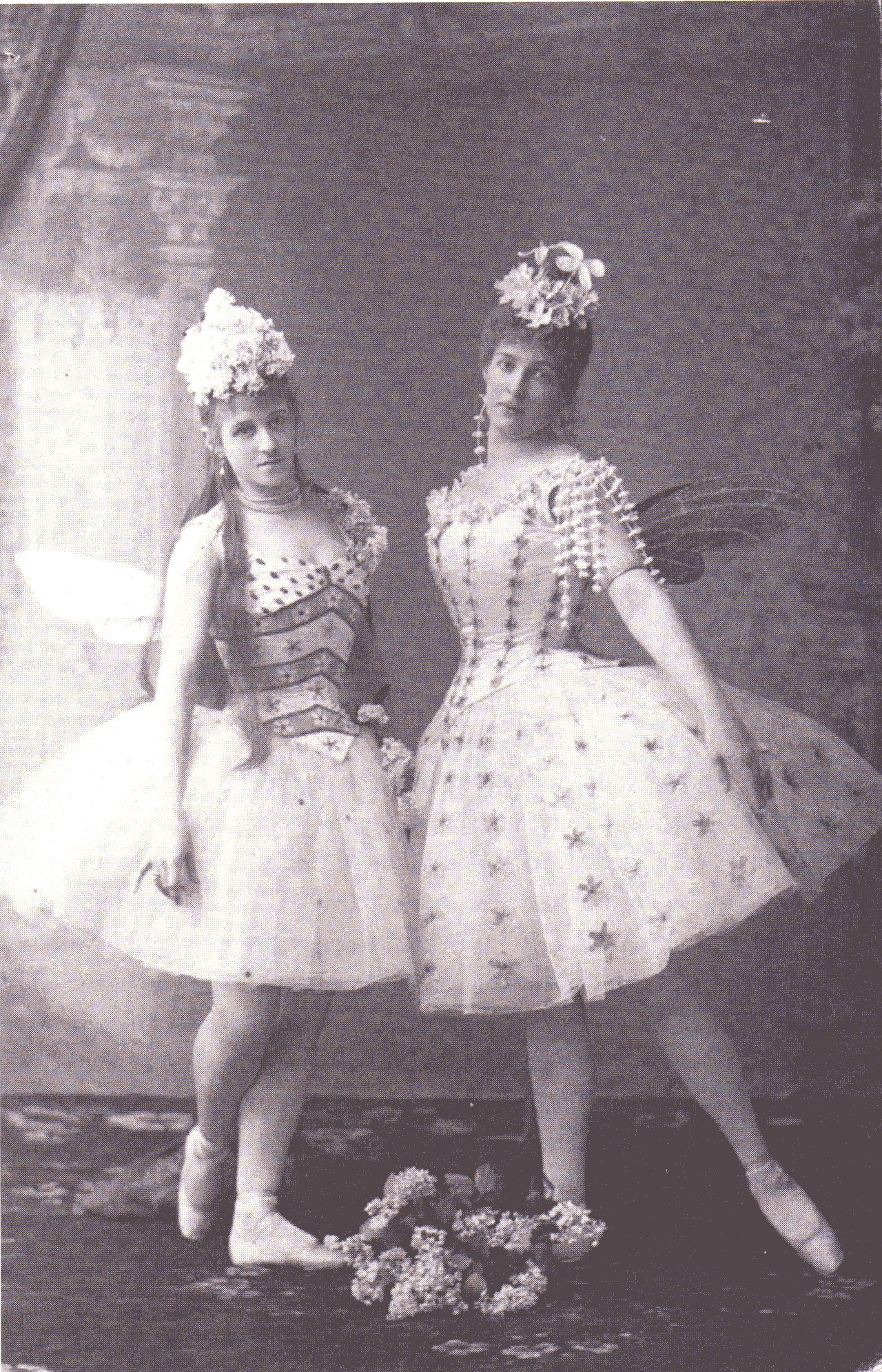
Marie Petipa jako šeříková víla (vpravo) a Любовь Вишневская jako jedna z dalších víl (vlevo) (1. dějství), Petrohrad 1890

Balet byl nastudován s velkým scénickým nasazením a okázalostí. Světovou premiéru dirigoval Riccardo Drigo. Konala se 3. ledna jul. / 15. ledna greg. 1890 v Mariinském divadle za účasti 155 tančících, z toho 59 sólistů. Titulní roli vytvořil Petipa pro mladou italskou primabalerinu Carlottu Brianzu, která ovládala virtuózní techniku. V dalších hlavních rolích tančil Pawel Gerdt jako princ Désiré a Petipova dcera Marie Petipa jako šeříková víla. Slavný Enrico Cecchetti ztělesnil dvě role, zlou vílu Carabosse a modrého ptáčka.
Car Alexandr III se zúčastnil generální zkoušky a pozval skladatele o přestávce do své lóže; Čajkovskij však byl zklamán, protože car jeho hudbu popsal pouze jako „velmi pěknou“, což se stalo okřídleným výrokem i mezi publikem. Našlo se i pár kritiků, kteří si měli na co stěžovat – jeden to dokonce nazval „nudnou, nesrozumitelnou hudbou“– přesto je Spící krasavice (Šípková Růženka) považována za nejúspěšnější Čajkovského balet. V listopadu 1892 měl své 50. představení a kolem roku 1900 byl druhým nejpopulárnějším baletem v repertoáru Ruského carského baletu (po La Fille du Pharaon).
Premiéra v Národním divadle v Praze se konala 9. 7 1924.

## Slavné pasáže choreografie

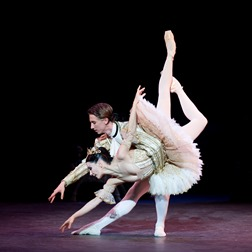
Tamara Rojo a Vadim Muntagirov při svatebním pas de deux (3. dějství), Royal Ballet, Londýn 2012

Některé části díla jsou zvláště známé a jsou prezentovány na baletních večerech nebo soutěžích:
- Rosen-Adagio („Adage à la rose") z 1. jednání Aurora tančí se čtyřmi princi a balancuje na jedné noze en pointe v různých pózách. Skladba, která trvá dobrých 6 minut, je pro sólistku velkou výzvou.
- Pas de deux modrého ptáčka a princezny Florine ze 3. jednání  Aby se v tanci znázornilo létání a třepotání modrého ptáka bylo do choreografie začleněno mnoho vysokých nebo diagonálních skoků (battierte Sprünge).
- Svatební pas-de-deux ze 3. dějství  Společný tanec Aurory a price Désiré. Variace sólistů jsou často součástí soutěžních programů.

## Pozdější choreografie

### Rusko
Nové baletní choreografie přinesli po ruské říjnové revoluci Fjodor Lopuchov v roce 1922 a Konstantin Sergejev v roce 1952 s Kirov/Mariinským baletem. Původní pantomimické pasáže byly změněny na scény taneční. V pas de deux 2. dějství Sergejev s novou choreografií obnovil původní Čajkovského hudbu pro variaci Aurory, kterou Petipa vyškrtl. Sergejev také přidal variaci prince Désiré, pro kterou použil dříve odstraněný tanec hraběnky.

### Západ

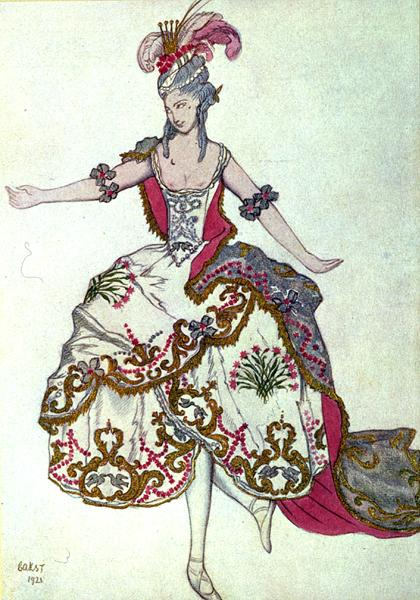
Kostým pro jednu z víl od Leona Baksta, Ballets Russes, 1921

Balet byl v západní Evropě poprvé uveden v milánské opeře La Scala roku 1896 v nastudování Giorgia Saracca. V prvních dvou desetiletích 20. století byly mimo Rusko k vidění pouze značně zkrácené verze, mezi jinými od Ďagileva v jeho souboru Ballets Russes (1911 v Londýně, Matylda Krzesiňská jako Aurora a Vaslav Nijinský jako princ Désiré) a také od Anny Pavlovové během jejího amerického turné (1914–1920).
Na šíření Čajkovského Šípkové Růženky na Západě se významně podílel Nikolaj Sergejev (Сергеев, Николай Григорьевич). Nastudoval několik nových inscenací s různými baletními soubory, všechny založené na partiturách z roku 1903, které tehdy Sergejev vlastnil.
První z těchto inscenací celého baletu nastudoval Sergejev v roce 1921 v Londýně se souborem Ballets Russes na objednávku Sergeje Ďagileva. Toto představení s názvem Spící princezna je považováno za první představení celého baletu na Západě a pokud jde o choreografii, jednalo se o Petipa–verzi.Pro inscenaci však byly provedeny i určité změny a hudbu částečně přearanžoval a orchestroval Igor Stravinskij. Ďagilevova verze však nebyla úspěšná a způsobila skoro až bankrot společnosti; musela být rychle nahrazena jednoaktovou verzí nazvanou Svatba Aurory (takže pravděpodobně jen 3. dějství).
V roce 1939 Nikolaj Sergejev znovu oživil Petipovu verzi, tentokrát pro Ninette de Valois se souborem Vic-Wells Ballet a roku 1946 s baletním souborem divadla Sadler's Wells, vždy s Margot Fonteyn v titulní roli. Díky oživení této téměř původní verze je Šípková Růženka stálou součástí standardního repertoáru velkých baletních souborů. Nikolaj Sergejev Petipovu verzi nastudoval také s Monou Inglesby pro International Ballet v roce 1947, opět s názvem Spící princezna.
Další inscenace s Royal Ballet nastudovali Peter Wright (1968), Kenneth MacMillan (1973), Ninette De Valois (1977), Anthony Dowell (1994) a Natalia Makarova (2003). Některé Čajkovského tance, které původně Petipa vyškrtl nebo přesunul na jiná místa, byly znovu obnoveny.
Verze Valois-Sergejev z roku 1946 byla s Royal Ballet obnovena také v roce 2006, v hlavní roli Alina Cojocaru jako Aurora, Johan Kobborg jako princ a Marianela Nuñez jako šeříková víla.

### Nurejev
Rudolf Nurejev viděl v Šípkové Růžence„vrchol klasického baletu“(„…l’apogée du ballet classique.“,) a uváděl ji na scénu s různými baletními soubory. Poprvé v roce 1966 v milánské La Scale, s Carlou Fracci jako Aurorou a samotným Nurejevem jako princem Désiré; poté v roce 1972 s Kanadským národním baletem v Torontu. Později balet nastudoval s London Festival Ballet (1975), dále pro Vídeňskou státní operu (1980) a pro Opéra de Paris (1989) a také s baletem Státní opery Berlín (1992; s Nurejevem jako Carabosse). Po jeho smrti se Nurejevova verze dostala i do Helsinek (1999).
Nurejev provedl některé změny, které z hlediska obsahu a hudby nebyly vždy výhodné. Roli prince upravil tak, že často škrtané Entracte pro sólové housle ve 2. dějství  posunul trochu dopředu mezi zjevení šeříkové víly a ukázání spící Aurory, a vytvořil téměř 6 minutové (!) sólo pro prince (původně tedy pro sebe). Zvlášť výrazně změnil třetí dějství: vyškrtl většinu pohádkových postav (kromě Modrého ptáčka a Kocoura v botách s jejich partnerkami) a apoteózu se starofrancouzskou melodií Vive Henri quatre. To poslední bylo nejvíce nešťastné.

### Rekonstrukce

#### Rusko
Šípková Růženka/Spící krasavice byl první balet, u kterého se v Rusku pokusili o rekonstrukci původní verze. Tu připravil pro Mariinský balet v Petrohradě v roce 1999 Sergej Vicharev (Сергей Вихарев), s pomocí tanečních partitur ze Sergejevovy sbírky. Při premiéře 30. dubna 1999 tančila Diana Višňova jako Aurora, Andrian Fadejev jako princ Désiré a Veronika Part jako šeříková víla. Vicharevova verze sice dostala od poroty cenu Zlatá maska (Золотая Маска) a byla na turné v New Yorku a Paříži, ale v důsledku odporu konzervativních členů Mariinského divadla i milovníků ruského baletu však byla vyměněna za desítky let starou sovětskou verzi Konstantina Sergejeva. K Petipovým 200. narozeninám v roce 2018 však Mariinský balet Vicharevovu rekonstrukci opět oživil.

#### Amerika
Rekonstrukci Petipovy verze vydal také Alexej Ratmanskij (Алексе́й Осипович Ратма́нский) a to pro American Ballet Theatre v roce 2015. Ve výpravě a kostýmech se však neorientoval na originál z roku 1890, ale na inscenaci Ďagileva z roku 1921(rokokové kostýmy). Premiéra v Orange County se konala v březnu 2015. Tančili Diana Višňova jako Aurora, Marcelo Gomes jako princ Désiré a Veronika Part jako šeříková víla. Stala se obrovským hitem a získala velkou pozornost médií. Ratmanského verze šla také do milánské La Scaly se Světlanou Zacharovou (Светлана Юрьевна Захарова) v titulní roli.

#### Německo
Novou inscenaci uvedl se souborem Hamburg Ballet roku 1978 choreograf John Neumeier spolu se scénickým a kostýmním výtvarníkem Jürgenem Rosem. Tato produkce byla se zachováním choreografie ale s novou výpravou obnovena v roce 2021.
V roce 1987 vytvořila Marcia Haydée modernizovanou novou choreografii s určitými změnami v obsahu, ale se zachováním dějové struktury původní verze. V divertissimentu 3. dějství nahradila některé pohádkové postavy takovými, které jsou v Německu známější: Jeníček a Mařenka (Hänsel und Gretel), Žabí král (der Froschkönig), Princezna na hrášku (die Prinzessin auf der Erbse) a Sněhurka a sedm trpaslíků (Schneewittchen und die sieben Zwerge). Její verze měla světovou premiéru 10. května 1987 ve Velkém domě Württemberského státního divadla ve Stuttgartu (Staatstheater Stuttgart) Představení trvalo asi tři a půl hodiny (s přestávkami).